# České Milovy

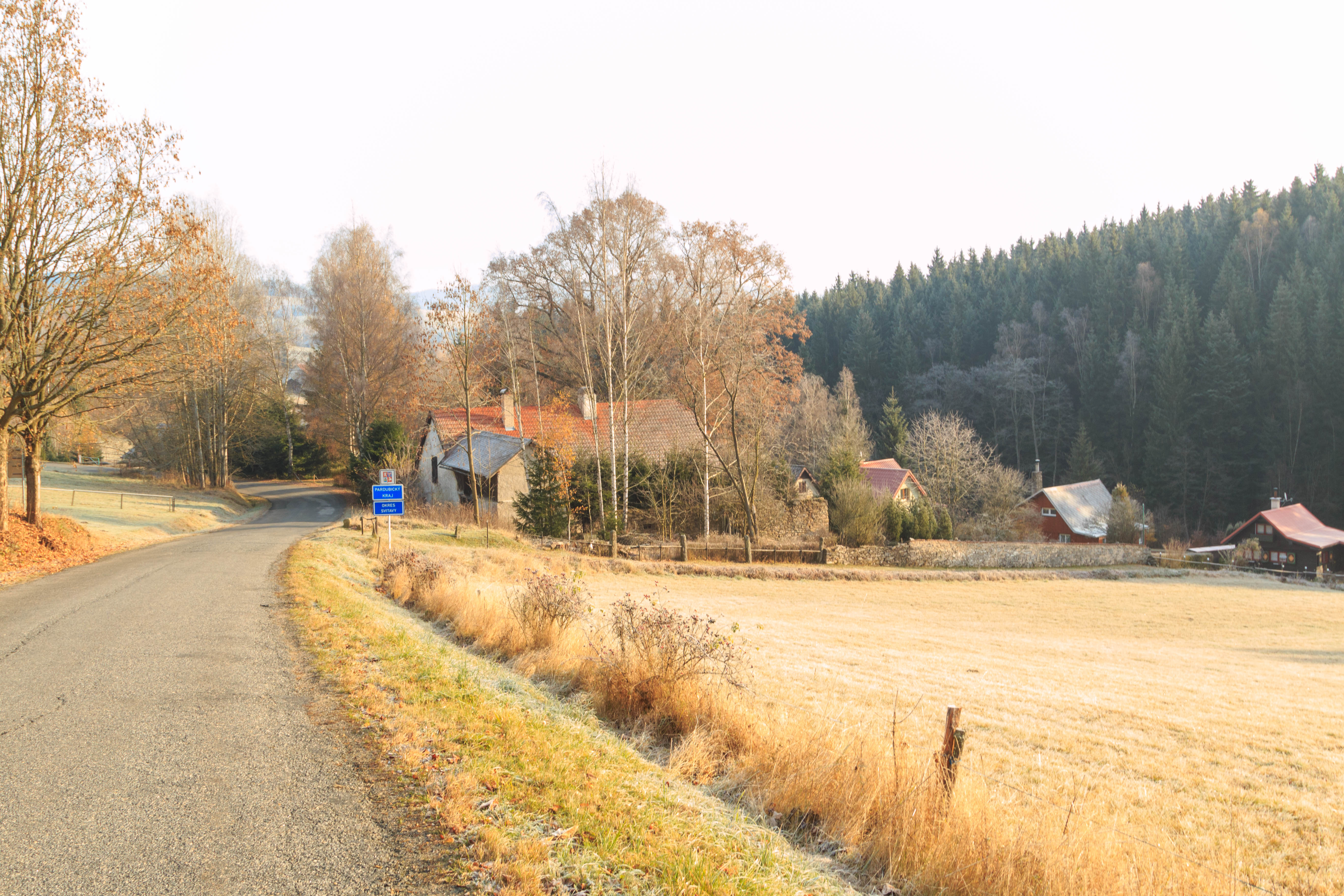
Ortsansicht

České Milovy, bis 1975 Milovy (deutsch Millau, auch Böhmisch Millau) ist ein Ortsteil von Křižánky in Tschechien. Er liegt fünf Kilometer südöstlich von Sněžné und gehört zum Okres Žďár nad Sázavou.

## Geographie
Die Streusiedlung České Milovy befindet sich im Südosten der Saarer Berge. Der Ort erstreckt sich am südlichen Fuße der Čtyří Palice (732 m) in einem Flussknie linksseitig der Svratka. Die zu Böhmen gehörige Ansiedlung liegt unmittelbar nördlich der durch den Lauf der Svratka gebildeten historischen Landesgrenze zu Mähren.
Nördlich erheben sich die Milovské Perníčky (732 m) und Čtyří Palice, im Südosten der Vysoký kopec (Hoher Berg, 806 m), südlich die Drátenická skála (Drahtiger Fels, 775 m) und Malinská skála (Malinischer Fels, 811 m), im Südwesten die Černá skála (Schwarzer Fels) und Lisovská skála (Lisower Fels, 802 m) sowie westlich die Bílá skála (Weißer Fels) und Devět skal (Neun Felsen, 836 m).
Nachbarorte sind Březiny im Nordosten, Podlesí im Südosten, Milovy im Süden, Moravské Křižánky im Westen sowie České Křižánky im Nordwesten.

## Geschichte
Der zur böhmischen Herrschaft Richenburg gehörige Orte entstand im 17. Jahrhundert, als Arbeiter der Berkahütte Březiny in dem Flussknie Häuser errichten durften. Milowy befand sich zu dieser Zeit im Dreiherrneck zu den mährischen Herrschaften Neustadtl und Ingrowitz. Due erste schriftliche Erwähnung erfolgte 1731. Der Aufschwung des Ortes setzte 1835 ein, als die Herrschaft Richenburg am Fuße der Čtyří Palice die Glashütte Maxhütte anlegte. Um die von Josef Conrath & Co. aus Steinschönau betriebene Glashütte entstand die kleine Chaluppensiedlung Huť/Hute. Die Maxhütte hatte ein breites Produktionsspektrum und exportierte ihre Produkte auch nach Spanien und Frankreich sowie nach Asien und Amerika.
Nach der Aufhebung der Patrimonialherrschaften bildete Milovy/Böhmisch Millau ab 1850 einen Ortsteil der Gemeinde České Křižánky im politischen Bezirk Chrudim. Im Jahre 1869 lebten in dem Dorf 367 Menschen. 1870 entstand an der Straße nach Březiny eine Glasschleiferei mit angeschlossenem Pochwerk zur Aufbereitung von Quarzitgestein. 1873 erhielt die Glashütte auf der Wiener Weltausstellung einen ersten Preis. 1880 hatte Milovy 397 Einwohner. Nach der Stilllegung der Maxhütte im Jahre 1886 erfolgte zwischen 1893 und 1894 ihr Abriss. Danach war auch die Zahl der Einwohner stark rückläufig. 1890 hatte der Ort nur noch 227 Bewohner und 1910 waren 177.
Im Jahre 1927 entstand die politische Gemeinde Milovy. 1949 wurde Milovy dem Okres Polička zugeordnet und 1961 kam der Ort zum Okres Žďár nad Sázavou. Milovy wurde 1975 nach Sněžné eingemeindet und erhielt seitdem zur Unterscheidung von Moravské Milovy das Präfix České. Im Jahre 1990 wurde České Milovy eine selbstständige Gemeinde, die sich 1999 mit České Křižánky und schließlich 2002 mit Moravské Křižánky zur Gemeinde Křižánky zusammenschloss. 1991 hatte das Dorf 32 Einwohner. Im Jahre 2001 lebten in den 41 Häusern von České Milovy 25 Menschen.

## Sehenswürdigkeiten
- Naturreservate Milovské Perníčky und Čtyří Palice